# 手指
手指是人或一些灵长类动物（例如猿）的手上的指头。人的手指虽然非常灵活，但也非常纤细，還有位于下臂，这些肌肉通过长的腱来指导手指的运动。有时在活动手指时可以在手背上看到这些腱。拇指的屈肌和旋肌位於手內。

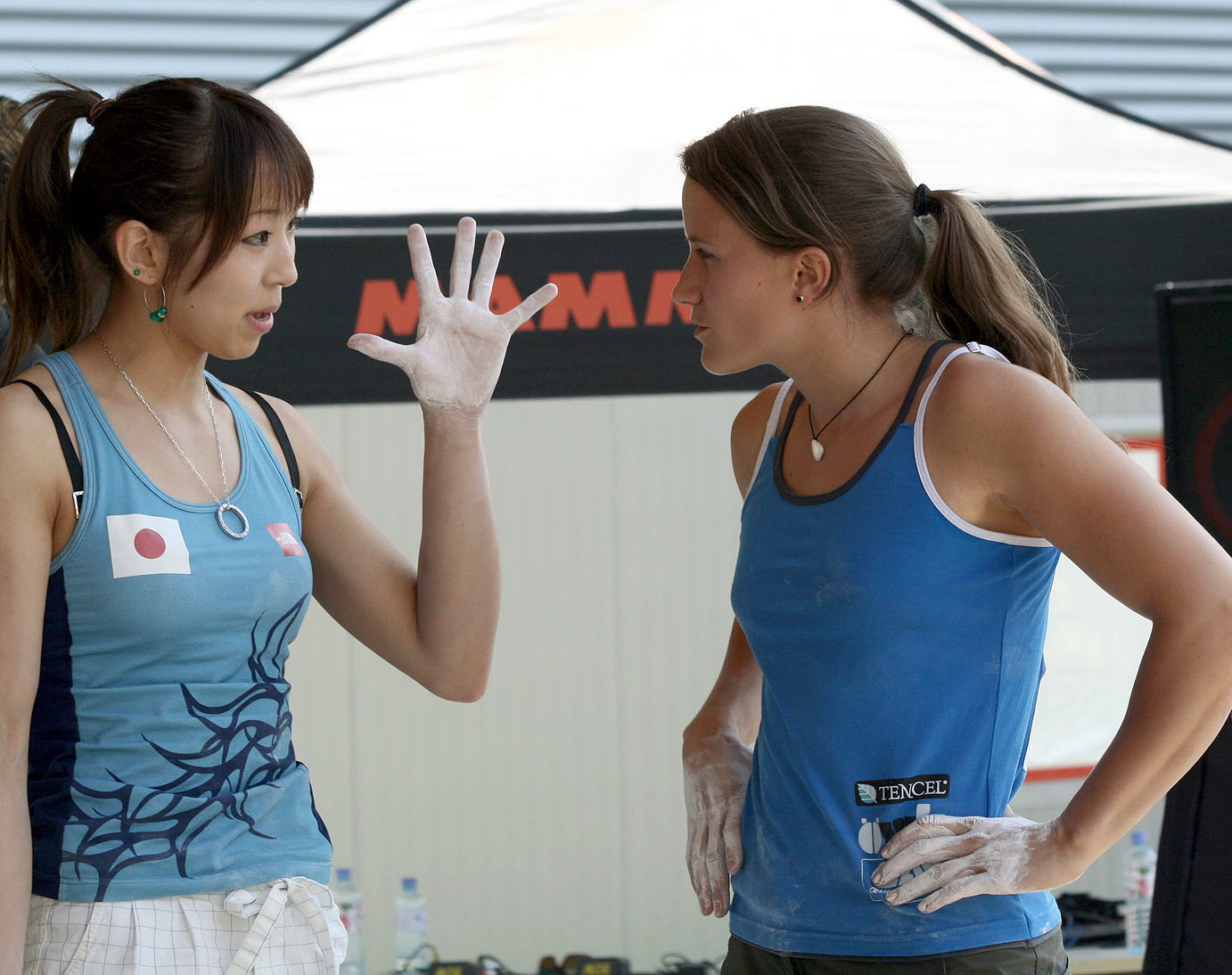
運動員展示手指

手指内的骨被称为指骨。拇指有两根指骨，其它手指有三根指骨。人的五根手指的名称分别为：
1. 拇指 
2. 食指
3. 中指
4. 無名指（環指）
5. 尾指

## 解剖学
在解剖学中，拇指被编号为一号手指，小指为五号。与人体其它许多部位的皮肤相比指尖的神经末梢非常密集。指尖是人体触觉的中心。人常常使用手，尤其是手指，来抚摸外物或人。由于手指如此敏感，人可以用手指读盲文。手指表面的指纹还进一步加强了其敏感度。
手指中的三根指骨被称为上指骨、中节指骨和末端指骨。每根手指有三个关节，第一个关节是手指与手之间的关节。它连接掌骨与上指骨。第二个关节叫近端指關節。第三个关节叫远位指骨间关节。每个关节表面都覆有关节软骨，它们保证组成关节的骨之间相互运动时不受阻力。
手指指尖的背部受指甲的保护，也是由皮膚演化而來。
曾有一些觀察與研究發現，人類幼童的指尖可以在斷掉並且只做殺菌等保守處理之後自然再生，但是有專家認為這並非真正的再生能力（regeneration），而是幼童的快速成長所造成的表相。